# Dolina środkowego Renu

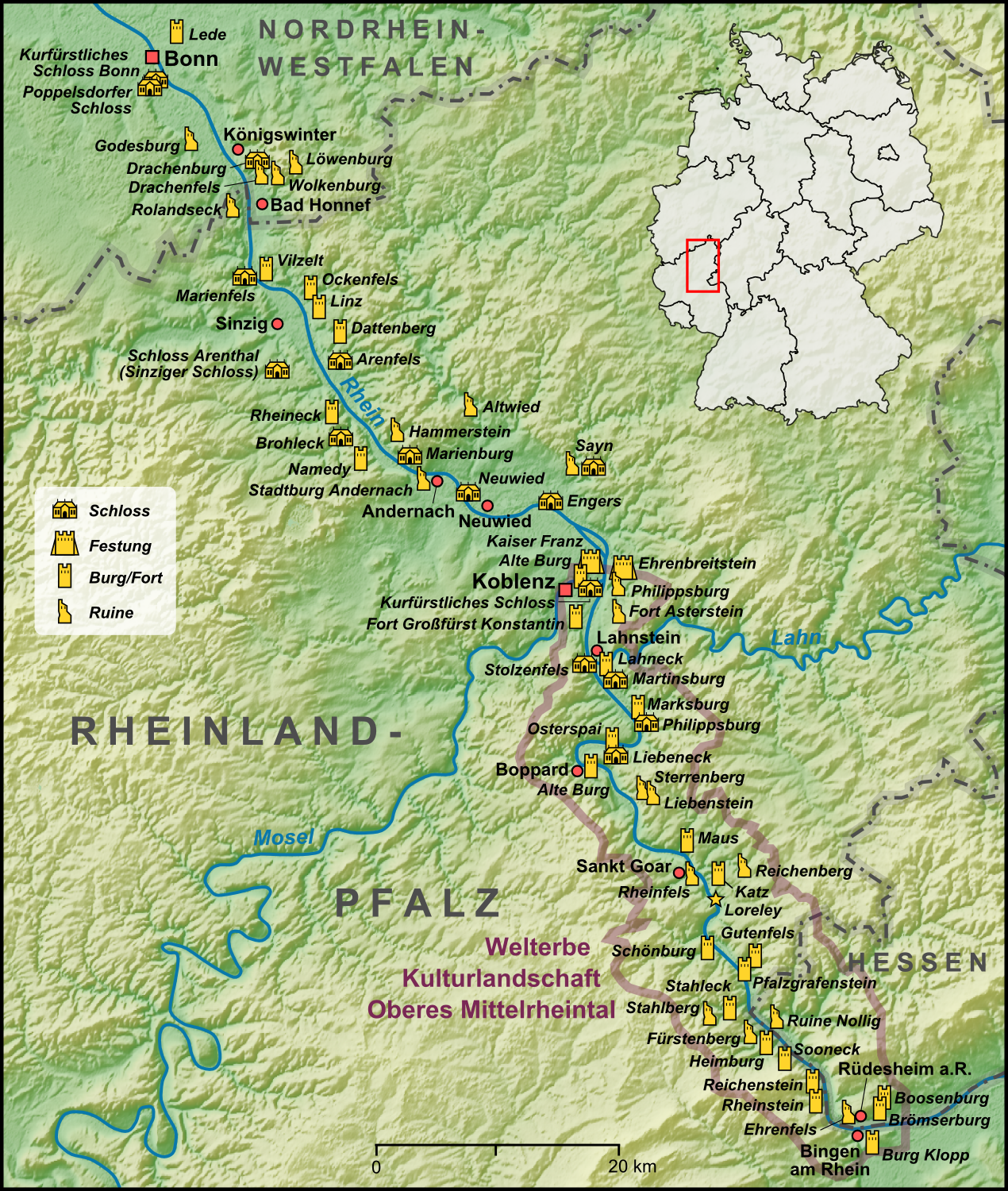
Ren – mapa przebiegu

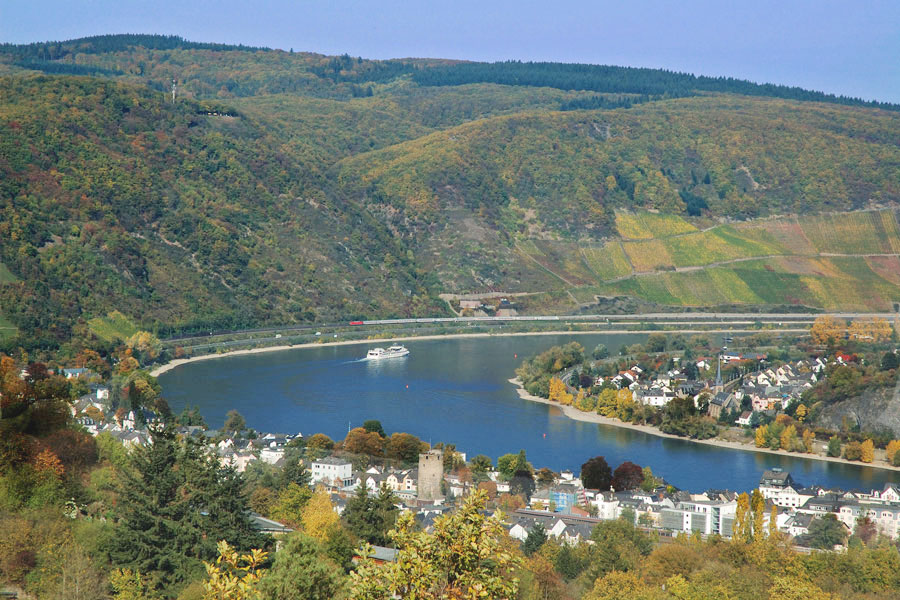
Ren koło Boppard

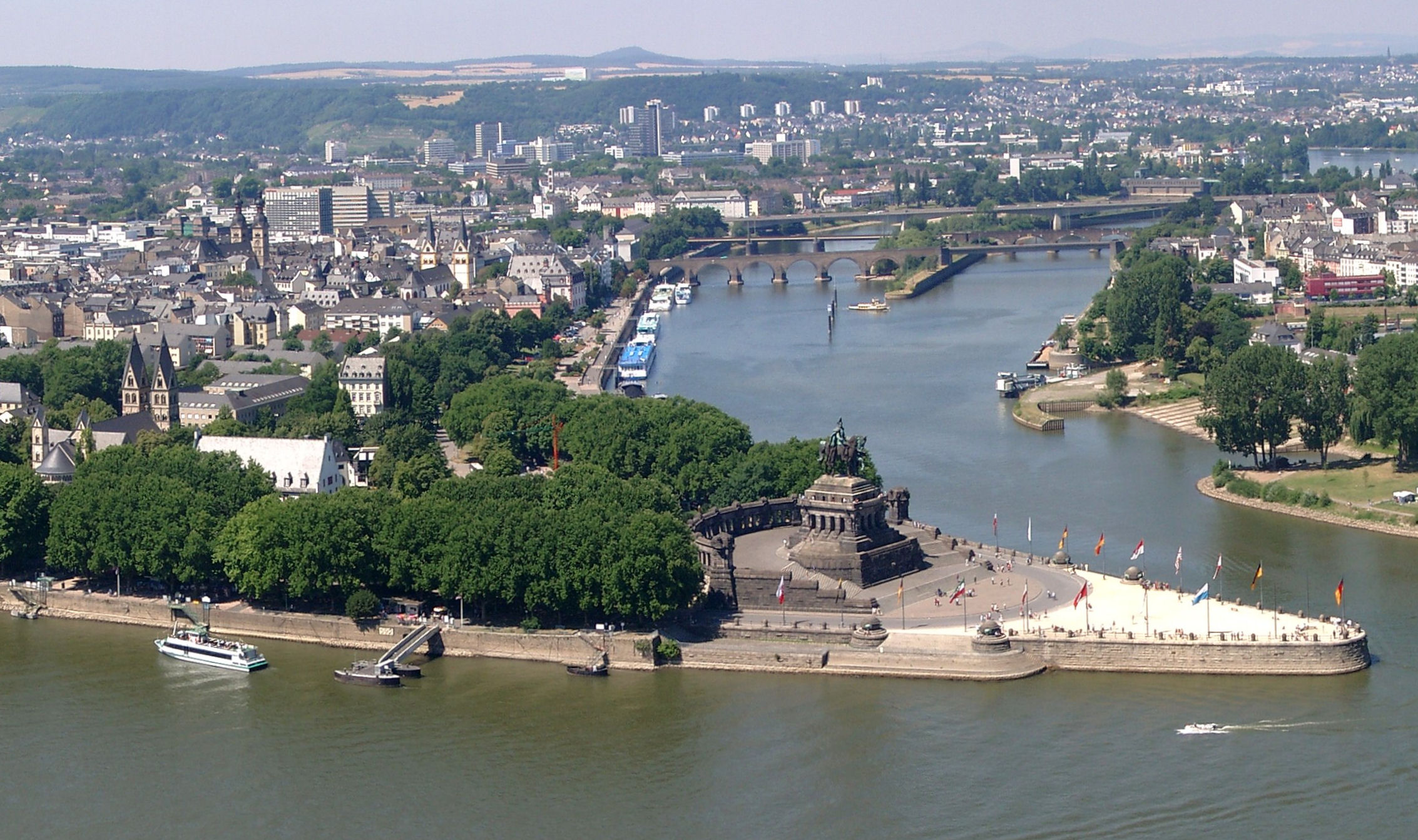
Deutsches Eck (pol. „Niemiecki Róg”) – miejsce, w którym Mozela wpada do Renu

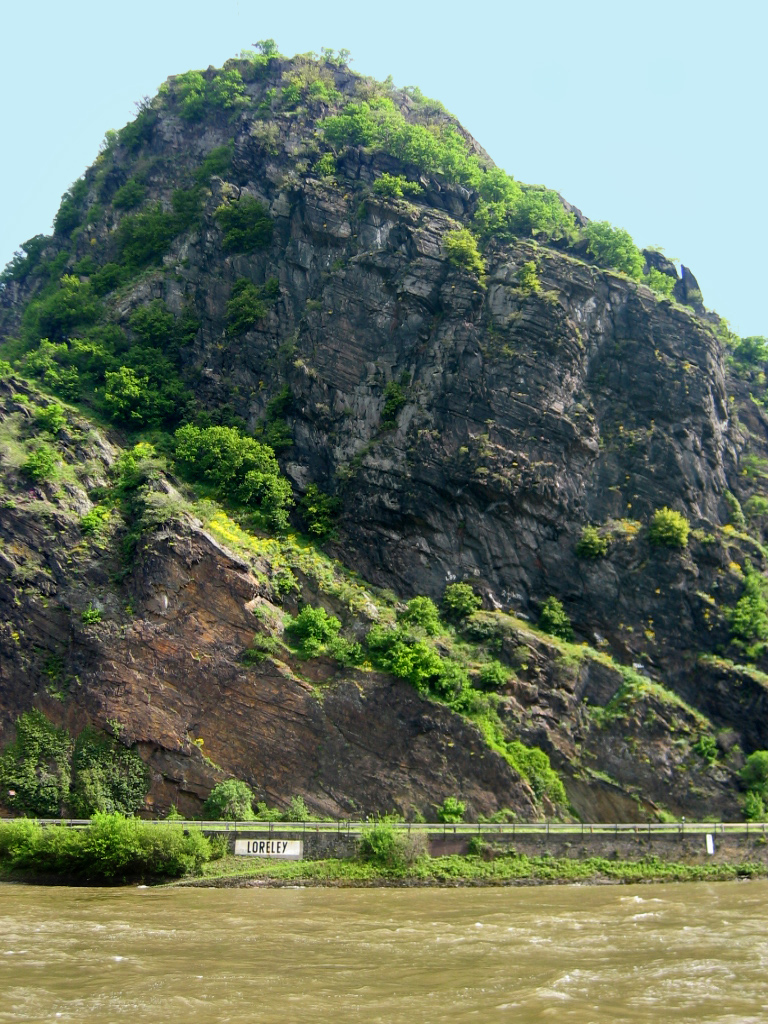
Loreley

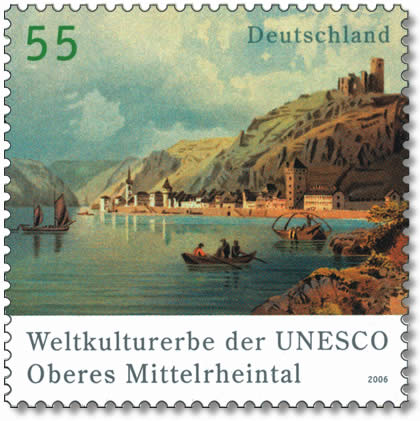
Znaczek pocztowy przedstawiający krajobraz kulturowy „Oberes Mittelrheintal”

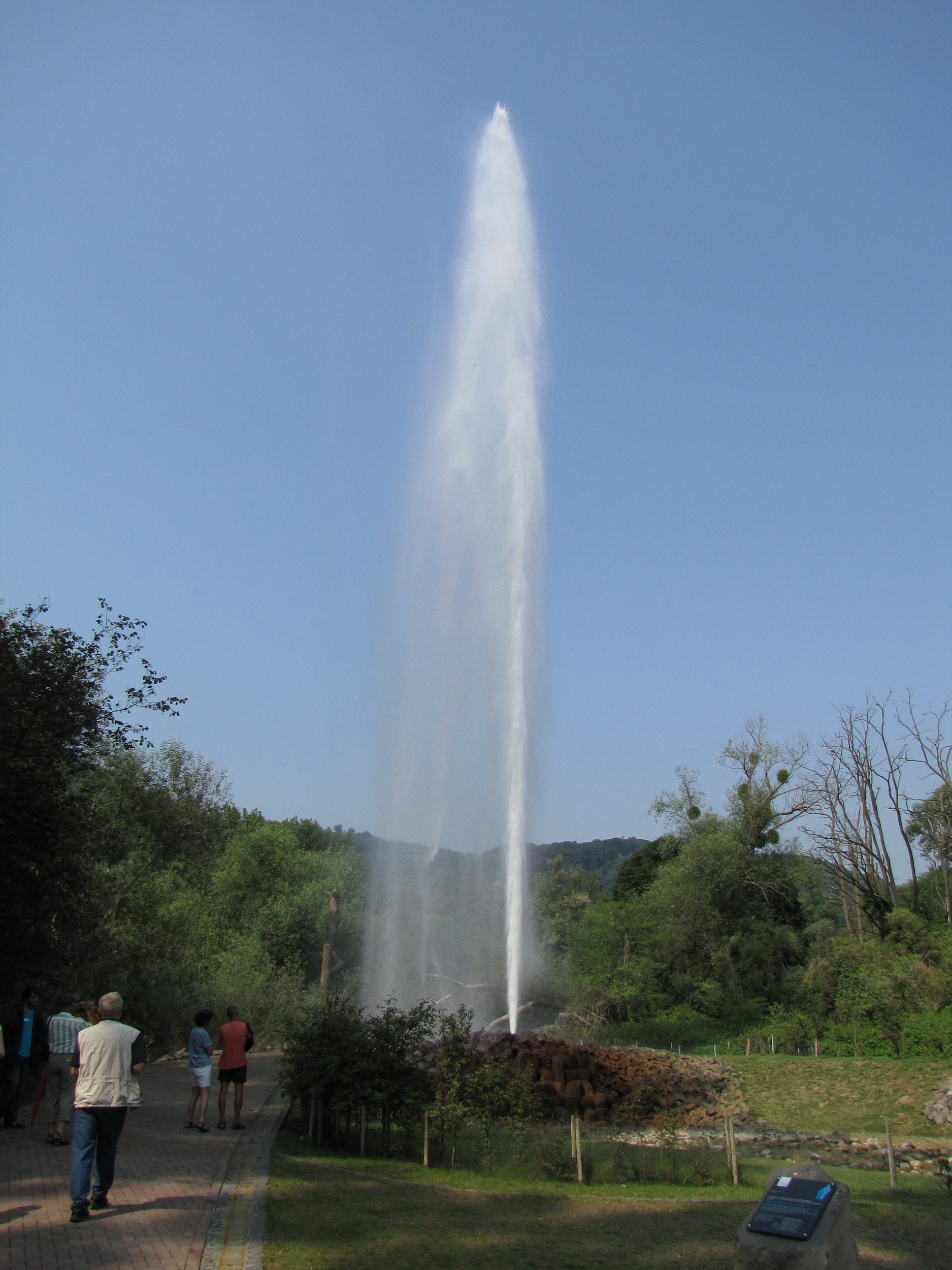
Gejzer Andernach

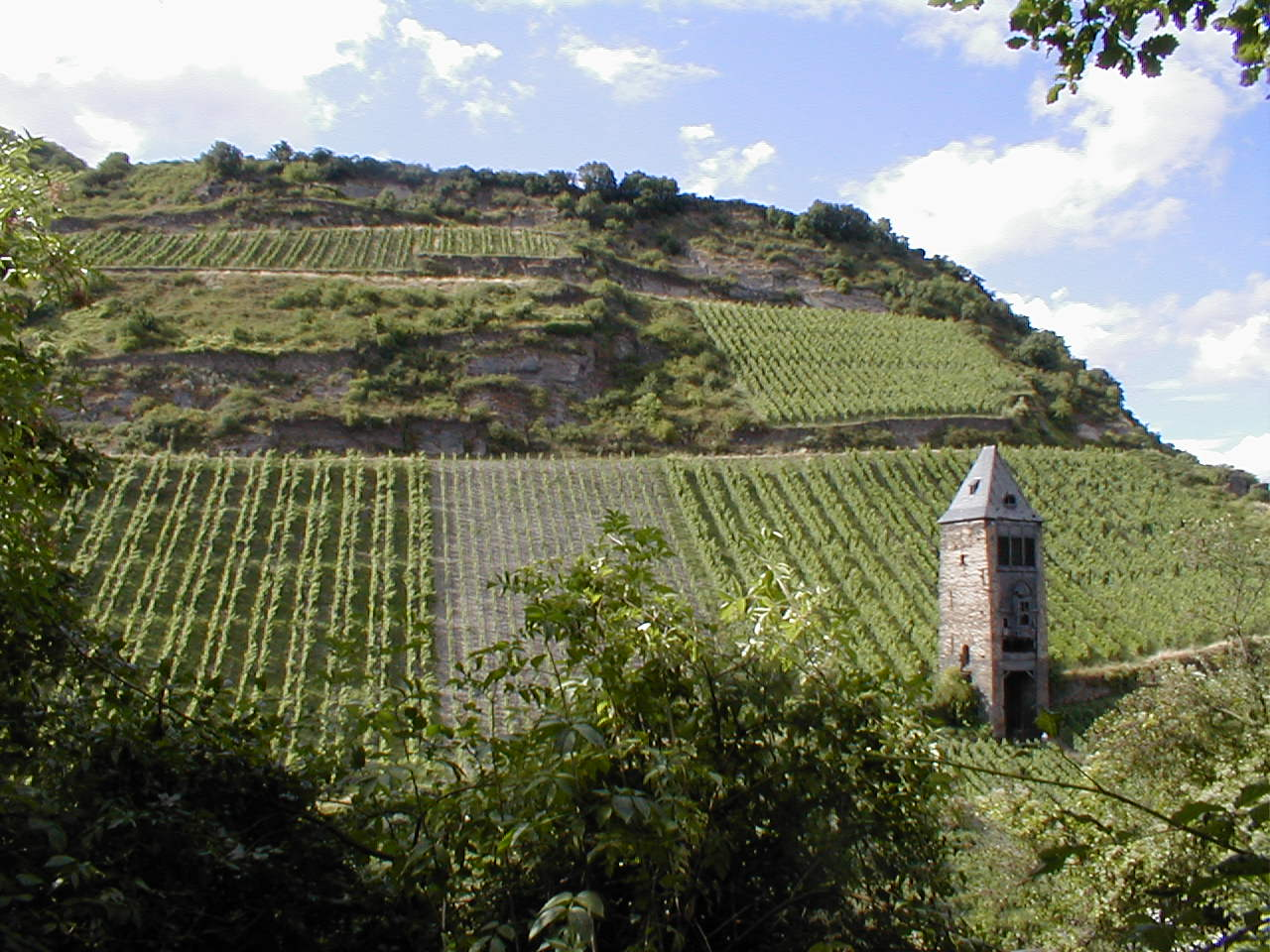
Winnice w Bacharach

Dolina Środkowego Renu (niem. Mittelrheintal) – dolina Renu pomiędzy Bingen i Rüdesheim a Bonn w której znajdują się liczne zabytki średniowiecznej architektury świeckiej i sakralnej. Jej 65-kilometrowy odcinek pomiędzy Bingen a Koblencją – krajobraz kulturowy „Oberes Mittelrheintal” (pol. „Górna Dolina Środkowego Renu”) – został wpisany w 2002 na listę światowego dziedzictwa UNESCO.

## Geografia

### Geografia fizyczna
Geograficzna nazwa „środkowy Ren” (niem. Mittelrhein) odnosi się do przełomu Renu w Reńskich Górach Łupkowych (niem. Rheinisches Schiefergebirge) pomiędzy Bingen i Rüdesheim am Rhein na południu a Bonn-Bad Godesberg i Bonn-Oberkassel na północy. Po przekroczeniu Alp, Ren meandruje na północ, gdzie napotyka biegnące na linii wschód – zachód pasmo Reńskich Gór Łupkowych. Rzeka wcina się w przeszkodę, rzeźbiąc ponad 300-metrowe klify. Na zachodnim brzegu znajdują się góry Hunsrück, ograniczone od północy Mozelą, która wpada do Renu niedaleko Koblencji. Na północ od Mozeli, na lewym brzegu Renu rozciąga się pasmo górskie Eifel. Na wschodnim brzegu znajdują się góry Taunus, których północną granicę wyznacza rzeka Lahn, za którą rozciąga się pasmo gór Westerwald.
Dolina środkowego Renu znajduje się w głównej mierze na terytorium kraju związkowego Nadrenii-Palatynatu, częściowo na terenie Nadrenii Północnej-Westfalii. Geograficznie do doliny środkowego Renu zalicza się również prawy brzeg rzeki pomiędzy Rüdesheim am Rhein i Lorch na terenie Hesji, który wchodzi w skład obszaru winnic Rheingau. Niecka Neuwieder rozdziela Ren górny od dolnego.

#### Dopływy Renu
Największe dopływy Renu w jego środkowym biegu to: Nahe, Mozela i Ahr (lewobrzeżne) oraz Lahn, Wied i Sieg (prawobrzeżne).

#### Gejzer Andernach
Na półwyspie Namedyer Werth znajduje się gejzer Andernach (niem. Geysir Andernach, dawniej niem. Namedyer Sprudel) – forma sztucznego gejzeru (powstałego w rezultacie odwiertu mającego dać dostęp do wody mineralnej), wyrzucającego co 3–4 godziny zimną wodę na wysokość 40–60 m. Wpisany do Księgi rekordów Guinnessa jako największy „zimny gejzer” na świecie.

### Geografia społeczno-ekonomiczna

#### Miejscowości
Najważniejsze miasta na lewym brzegu Renu to: Bingen, Bacharach, Oberwesel, Sankt Goar, Boppard i Koblencja, położone w górnym biegu rzeki oraz Andernach, Bad Breisig, Sinzig, Remagen i Bonn w dolnym biegu środkowego Renu. Na prawym brzegu znajdują się: Rüdesheim am Rhein, Assmannshausen, Lorch, Kaub, Sankt Goarshausen, Braubach i Lahnstein w górnym biegu rzeki, oraz Vallendar, Bendorf, Neuwied, Bad Hönningen, Linz am Rhein, Bad Honnef i Königswinter w dolnym biegu.

#### Region uprawy winorośli Mittelrhein
Region uprawy winorośli Nadrenia Środkowa (Mittelrhein) pokrywa się z geograficznym regionem środkowego Renu. Jest jednym z określonych ustawowo regionów produkcji wina gatunkowego (niem. Qualitätswein).
Uprawę winorośli zapoczątkowali Rzymianie, a w wiekach średnich produkcja wina upowszechniła się na obszarze na południe od Mozeli. Ważnym czynnikiem była przy tym technika uprawy na terasach. Zagospodarowywano tereny o nachyleniu od 25° do 30°. Uprawie sprzyjał łagodny klimat. Ren oraz łupkowate podłoże magazynowały ciepło, zapobiegając wysokim wahaniom temperatury (średnia temperatura roczna wynosi 9,4 °C). Strome zbocza zapewniały odpływ zimnego powietrza, co miało dobry wypływ na późno dojrzewające owoce Rieslingu, które stanowiły tu ok. 75% upraw.
W średniowieczu wino było jedynym niezanieczyszczonym i nadającym się do dłuższego składowania napojem. Regionalną specjalnością doliny środkowego Renu było wino Feuerwein, produkowane w okolicy Bacharach (obecnie wytwarzane w Posthof Bacharach). Wino to było jednym z najważniejszych dóbr eksportowych regionu w okresie średniowiecza, transportowane drogą rzeczną i lądową. Produkcja wina była atrakcyjna dla seniorów (niem. Grundherr). Wskutek poprawy ekonomicznego położenia i wobec stale rosnącego zapotrzebowania na wykwalifikowaną siłę roboczą wykształciły się nowe stosunki dzierżawcze, a sytuacja gospodarcza uległa znacznej poprawie. Pod koniec średniowiecza większa część społeczeństwa była zależna od uprawy winorośli. Po zniesieniu systemu senioralnego ziemia została rozparcelowana na mniejsze działki.
Aż do końca XVI w. produkcja wina była bardzo opłacalną gałęzią gospodarki. Jej upadek przyszedł wraz z recesją po wojnie trzydziestoletniej. Konkurencja przyszła ze strony tańszego piwa oraz kawy i herbaty. Od 1815 po przejęciu Nadrenii przez Prusy, produkcja wina na lewym brzegu Renu ponownie rozkwitła po wprowadzeniu quasi-monopolu. W 1839 powstała silna konkurencja ze strony Deutscher Zollverein. Zapoczątkowało to zmiany w profilu przedsiębiorstw sektora winnego – obok wina tradycyjnego, zaczęto wytwarzać wina musujące i świadczyć usługi turystyczne. Po 1870 doszło do kolejnego pogorszenia koniunktury. Wskutek szybkiego rozwoju transportu (budowa sieci kolejowej) i postępującego uprzemysłowienia, lokalne wino musiało konkurować z tańszymi i często lepszymi produktami z zagranicy. Ponadto uprawy zaczęły trapić szkodniki i choroby przywleczone z Ameryki i Francji (pleśnie, mszyce – filoksera winiec, gąsienice motyli z rodziny zwójkowatych).
Obecnie 65% powierzchni uprawnych sprzed 1900 nie nadaje się do uprawy. Kolejne 16% jest w 40–80% zniszczone. Z pozostałych ok. 480 ha w 2006 uprawiano ok. 380 ha. Winnice leżące odłogiem zarastają powoli lasy. Winnice produkują relatywnie małe ilości wina – ok. 60 hektolitrów z hektara. Najważniejsze rejony uprawy to: Bopparder Hamm, Bacharach i Oberwesel. Większość winnic to małe, rodzinne przedsiębiorstwa.

#### Turystyka
Dolinę środkowego Renu odkryli dla turystyki w XVIII w. młodzi przedstawiciele brytyjskiej arystokracji zatrzymujący się tu w drodze do Włoch. Wraz z rozkwitem romantyzmu reńskiego dolina stała się popularnym celem podróży arystokracji i inteligencji niemieckiej. Turystyka wsparta wprowadzeniem rejsowych połączeń rzecznych w 1827 oraz połączeń kolejowych (1840–70), przyczyniła się do ponownego rozkwitu gospodarczego doliny. Zainteresowanie regionem zaczęło maleć w latach 80. XX w.

## Historia

### Wczesne osadnictwo
Badania archeologiczne potwierdziły ślady pierwszego osadnictwa w tym regionie z epoki kamienia. W okolicach Stadtwald koło Boppard i w Breyer Wald znaleziono kurhany, a na wzgórzach Dommelsberg koło Koblencji i Hünenberg koło Sankt Goarshausen odkryto pozostałości wałów. Na zachodniej granicy Renu środkowego znajdują się również ślady osady celtyckiej. W Pfalzfeld odkryto pochodzącą z IV w. p.n.e. stelę nagrobną (tzw. Pfalzfelder Flammensäule) oraz grób książęcy w Waldalgesheim.
W IV w. p.n.e. region Renu środkowego należał do strefy wpływów kultury śródziemnomorskiej. Połączenie północ-południe pomiędzy ujściem Nahe a ujściem Mozeli sięga czasów przedromańskich. Zostało ono później rozbudowane przez Rzymian. Obecna autostrada A61 w większości pokrywa się z przebiegiem dawnej trasy rzymskiej.

### Cesarstwo Rzymskie
Rzymianie zajmowali region środkowego Renu od ok. 1 r. p.n.e. do roku 400. Sprawnie zarządzali wydobyciem bogactw naturalnych oraz utrzymywali dobre kontakty handlowe z okoliczną ludnością. By usprawnić transport dóbr, zbudowali brukowaną drogę wzdłuż lewego brzegu Renu łączącą Moguncję (Moguntiacum) z Kolonią (Colonia Agrippinensis) – stolice rzymskich prowincji Germanii Superior i Germanii Inferior oraz cały system pomniejszych połączeń drogowych, np. trasę przez góry Hunsrück (tzw. Hunsrück-Höhenweg) czy trasę pokrywającą się z obecną drogą krajową B9. Dla licznych podróżnych ulokowano w Oberwesel (Vosolvia) rzymską gospodę (mansio). Do transportu Rzymianie wykorzystywali także rzeki. W 1 r. n.e. zbudowali w Koblencji mosty na Renie i na Mozeli.
W celu obrony żyznych ziem rolniczych i licznych złóż mineralnych Rzymianie wznieśli liczne warownie, m.in. w Bingen (Bingium) i Koblencji (Confluentia), skąd stawiali opór najazdom Germanów: Tenkterów, Uzypów, Eburonów, Menapiów i Trewerów.
Po upadku Limesu w III w. granica cesarstwa została przesunięta na Ren. Na znaczeniu zyskał prawy brzeg rzeki, gdzie cesarze Konstantyn i Walentynian wzmocnili granicę imperium, budując warownie w Koblencji i Boppard (Bodobriga). Pozostałości tych budowli zachowały się po dziś dzień.
W V w. Alamanowie i Frankowie zmusili Rzymian do wycofania się z nadreńskich terytoriów. Wiele z rzymskich miasteczek zostało przejętych, a Frankowie założyli liczne osady rolnicze niezależnie od osadnictwa rzymskiego. Dawne osady frankońskie można dziś rozpoznać po końcówce nazwy – „heim”.
Pod koniec V w. merowiński władca Chlodwig I założył państwo Franków. Pomimo coraz mniejszej liczby rzymskich poddanych w państwie posługiwano się dialektem franko-romańskim, a językiem urzędowym pozostawała łacina. Inskrypcje nagrobne z okresu IV/V–VIII w. w kościele św. Severusa oraz kościele karmelitów w Boppard potwierdzają egzystencję grup romańskich.

### Średniowiecze

#### Wczesne średniowiecze
Dawne warownie rzymskie zostały przejęte przez władców frankońskich. Ziemie od Bingen, przez Bacharach, Oberwesel, St. Goar, Boppard po Koblencję i dalej aż do Sinzig i Remagen pozostawały dobrami królewskimi aż do czasów Karolingów. Dopiero w VII w. zaczęto sprzedawać i nadawać ziemię królestwa duchowieństwu i arystokracji. Beneficjentami byli m.in. opaci z Prüm i od św. Maksymina w Trewirze, arcybiskupi Kolonii, Trewiru, Moguncji i Magdeburga. Grafowie von Katzenelnbogen, jako wójtowie opactwa w Prüm, zdobyli dobra wokół St. Goar i osiadli na zamku Rheinfels. Po wymarciu rodu w 1479 dobra odziedziczyli landgrafowie Hesji.
Pod panowaniem Karolingów Nadrenia stała się centrum państwa, a Ren jego główną osią. Rozpad państwa frankijskiego w 843 otworzył drogę do rozwoju przyszłych: Francji (państwo zachodniofrankijskie) i Niemiec (państwo wschodniofrankijskie). Oryginalne plany podziału cesarstwa z 842 przydzielały obszar pomiędzy Bacharach i Koblencją państwu środkowofrankijskiemu. Dopiero w 925 państwo środkowofrankijskie zostało połączone z państwem wschodniofrankijskim, tworząc później Święte Cesarstwo Rzymskie (Rzeszę) w 962. W poł. IX w. władzę w państwie objęli książęta mianowani przez króla. Do X w. władzę w Lahngau (Limburg) oraz w regionie środkowego Renu (Bingen, Boppard, Koblencja, Oberwesel) umacniali Konradynowie.

#### Późne średniowiecze
W okresie późnego średniowiecza o wpływy w rejonie Renu walczyło również duchowieństwo i szlachta: arcybiskupi Moguncji, Trewiru i Kolonii, hrabiowie Palatynatu Reńskiego, Katzenelnbogen (odziedziczonego przez Hesję w 1479) czy książęta Nassau, Sayn i Liebenstein. Każdy z władców zakładał własne punkty celne przy reńskim szlaku handlowym, a do ich obrony wznosił zamki warowne. Większość z zachowanych do dziś ponad 40 zamków pomiędzy Bingen a Koblencją pochodzi z tego okresu. Są to unikatowe przykłady średniowiecznej architektury obronnej, czerpiącej z wzorców francuskich i włoskich. Grafowie von Katzenelnbogen przeszli do historii jako szczególnie płodni budowniczowie, wznosząc zamki Marksburg, Rheinfels, Reichenberg i Neukatzenelnbogen.
W okresie wielkiego bezkrólewia nadreńskie miasta zaczęły się jednoczyć. W 1254 powstał Reński Związek Miast (niem. Rheinischer Städtebund), do którego przystąpiło 70 miast, m.in. Boppard, Oberwesel, Bacharach, Bingen i Moguncja. Związek zapewnił lepszą ochronę szlaków handlowych i zredukował liczbę punktów celnych.
W XIV w. arcybiskup Trewiru Baldwin Luksemburski otrzymał w zastaw od swojego brata, króla Niemiec Henryka VII dwa miasta: Boppard i Oberwesel, wówczas wolne miasta Rzeszy. W XIII–XIV w. pomiędzy Bingen a Koblencją założono ok. 20 miast i miasteczek, w których po dziś dzień zachowały się pozostałości średniowiecznych umocnień obronnych. Boppard i Oberwesel przeciwstawiały się włączeniu w struktury państwa terytorialnego. W 1327 i w 1497 wybuchły w Boppard walki w obronie wolności miejskiej. By bronić się przed protestującymi, Baldwin wybudował w Boppard w 1340 warowny zamek miejski.
Jako że w regionie środkowego Renu przebiegały granice pomiędzy dobrami czterech reńskich elektorów Rzeszy, miasta nad Renem były miejscem wielu historycznych zjazdów elektorów, elekcji władców i królewskich zaślubin. Szczególne znaczenie miał zjazd elektorów w Rhens z 1338, na którym podjęto decyzję w sprawie ważności wyboru króla niemieckiego, opowiadając się przeciw papieskiej ingerencji – tylko elektorzy mogli wybierać króla niemieckiego i przyszłego cesarza. Boppard był celem częstych wizyt królów i cesarzy Rzeszy. W Bacharach pomieszkiwał czasowo król Ludwik IV Bawarski.

### Czasy nowożytne
W XVII-XVIII wieku na terenie Nadrenii środkowej Rzesza prowadziła liczne wojny z Francją o dominację nad rzeką.
W okresie reformacji część mieszkańców regionu przeszła na protestantyzm (region Nassau). W 1527 landgraf Hesji Filip I wprowadził idee reformacji na tereny księstwa Katzenelnbogen, a w 1545 elektor Fryderyk II Wittelsbach na obszarze Palatynatu. Arcybiskupstwa Trewiru i Moguncji pozostały wierne papiestwu.
Konflikty między katolikami a zwolennikami Lutra oraz polityczny kryzys w Rzeszy przyczyniły się do wybuchu wojny trzydziestoletniej (1618), w którą zaangażowały się Francja, Hiszpania i Szwecja. Wojna spustoszyła Nadrenię, gospodarka upadła, a ponad połowa populacji zginęła wskutek chorób i głodu.
Pokój podpisany w 1648 nie trwał długo, Rzesza przystąpiła do wojny z Francją w 1689. Wojska francuskie systematycznie niszczyły kościoły, zamki i całe miasteczka. Zniszczone budowle Koblencji odbudowano w nowym, wczesnoklasycystycznym stylu.
W 1792 rewolucyjna Francja wypowiedziała wojnę Austrii, którą poparły m.in. Prusy, doprowadzając do utworzenia I koalicji antyfrancuskiej. W wyniku wojny w 1801 lewobrzeżna Nadrenia została przyłączona do Francji.

### XIX wiek
Nadrenia została zintegrowana administracyjnie, prawnie i politycznie z Francją. W 1802 wprowadzono francuski kodeks cywilny, który stanowił m.in. równość wszystkich ludzi przed prawem, niezależne sądownictwo oraz powszechne prawo wyborcze. Region Renu środkowego został włączony pod administrację prefekta Departamentu Renu i Mozeli w Koblencji. Od 1801 prefekt Lezay-Marnesia rozpoczął rozbudowę dawnych rzymskich traktów na lewym brzegu Renu. Wspierał również rozwój sadownictwa, np. uprawę wiśni w Bad Salzig na wzór Normandii, gdzie sadownictwo zastąpiło podupadłą uprawę winorośli.
Społeczeństwo przychylnie odniosło się do wprowadzonych zmian kończących system feudalny. Era panowania francuskiego zakończyła się wraz z porażką Napoleona (1815).
“Niemiecki” Ren stał się symbolem jedności narodowej. Na kongresie wiedeńskim (1815) Prusy otrzymały tereny na lewym brzegu Renu (Wacht am Rhein), natomiast obszary na prawym brzegu pozostały pod panowaniem książąt Nassau. W 1817 Prusy zbudowały wielką fortecę w Koblencji. Innowacje administracyjne wprowadzone przez Francuzów zostały w dużej mierze wycofane, z powrotem wprowadzono system stanowy (niem. Ständestaat), a arystokracja powróciła do władzy. Po wojnie Prus z Austrią (1866) Prusy zaanektowały terytoria na prawym brzegu Renu.
Pomimo wprowadzenia statków parowych do transportu rzecznego (od ok. 1830) oraz budowy kolei (w latach 1850. i 1860) uprzemysłowienie wąskiej doliny Renu postępowało bardzo wolno. Do 1900 gospodarka regionu zdominowana była przez uprawę winorośli i produkcję wina.

#### Romantyzm reński
W XIX w. dolina środkowego Renu stała się celem podróży angielskich i niemieckich romantyków, którzy w licznych pracach literackich (Achim von Arnim, Clemens Brentano, Friedrich Schlegel, Lord Byron, Heinrich Heine), muzycznych (Robert Schumann, Friedrich Silcher) i malarskich (Herman Saftleven, William Turner, Christian Georg Schütz) wskrzesili lokalne legendy, wypracowując romantyczną wizję regionu. W okresie tym powstało wiele opowiadań nawiązujących do Mysiej Wieży, legendy o dwóch wrogich sobie braciach, postaci Rolanda czy Lorelei.
Państwo pruskie promowało region jako rdzennie niemiecki. Duże zainteresowanie regionem zaowocowało odbudową wielu zniszczonych budowli w stylu neogotyckim, np. zamku Rheinstein (1820).

### XX wiek
Po zakończeniu I wojny światowej w listopadzie 1918 lewy brzeg Renu oraz szeroki na 50 km pas ziemi na prawym brzegu zostały ogłoszone strefą zdemilitaryzowaną, administrowaną początkowo przez Amerykanów, a od 1923 przez Francuzów. Plany utworzenia niezależnej Republiki Reńskiej (niem. Rheinische Republik) się nie powiodły, a Francuzi opuścili region w 1929. Po mianowaniu Hitlera kanclerzem Rzeszy (1933) władzę w Nadrenii przejęli przedstawiciele NSDAP. W 1936 Hitler wysłał do Nadrenii wojska, łamiąc tym samym postanowienia traktatu wersalskiego i traktatu z Locarno (tzw. paktu reńskiego). Podczas II wojny światowej dobrze uprzemysłowiony region Nadrenii był celem licznych bombardowań alianckich. Działania wojenne zakończono w marcu 1945, a administrację regionu objęła ponownie Francja. W kwietniu 1949 francuska strefa okupacyjna została przyłączona do połączonej strefy brytyjskiej i amerykańskiej, Bizonii, tworząc Trizonie. Po powstaniu nowych niemieckich krajów związkowych Hesji (1946) i Nadrenii-Palatynatu (1947) Nadrenia przeszła pod administrację Niemiec.

## Krajobraz kulturowy „Oberes Mittelrheintal”
Krajobraz kulturowy „Oberes Mittelrheintal” (Górna Dolina Środkowego Renu) pomiędzy Bingen i Rüdesheim am Rhein a Koblencją został wpisany 27 czerwca 2002 na listę światowego dziedzictwa UNESCO.
By uniknąć problemów jakie napotkała budowa mostu w drezdeńskiej dolinie Łaby, plany nowej przeprawy drogowej przez Ren w formie mostu lub tunelu niedaleko St. Goar i Sankt Goarshausen są konsultowane z komitetem UNESCO.

### Historia budowy zamków
Wąska dolina ze stromymi klifami wymusiła budowę terasów, które nadały dolinie unikatową formę. Na terasach uprawiano od VIII w. winorośl i wydobywano łupki. Uprawa rolna była możliwa tylko na okolicznych równinach. Na przestrzeni 65 km doliny znajduje się ponad 40 zamków, wzniesionych na środkowych terasach w średniowieczu (XII–XIV w.) lub odbudowanych w XIX w.
Już Rzymianie stawiali na tym terenie warownie i ufortyfikowane miasta w celu obrony północnej granicy imperium. Kilka średniowiecznych zamków stanęło w miejscu dawnych rzymskich budowli, np. zamek Klopp. Żadna z rzymskich warowni nie zachowała się do dziś. Nie przetrwały też żadne budowle z okresu karolińskiego. W X–XI w. budowa zamków była przywilejem króla i arystokracji. Budowle sprzed tego czasu były wznoszone z drewna i ziemi, głównie w celach obronnych przed najazdami Węgrów, Słowian i Normanów. W XI w. w okresie sporu o inwestyturę pomiędzy zwolennikami cesarza a papiestwem zaczęto wznosić zamki kamienne.
Złoty wiek budowy zamków obronnych nad Renem przypadł na okres sprawowania władzy przez przedstawicieli dynastii Hohenstaufów (1138–1254), w szczególności za panowania Fryderyka Barbarossy (1152–90) oraz Fryderyka II, który większość czasu spędzał poza terenem Niemiec, głównie w Królestwie Sycylii i we Włoszech, doprowadzając do osłabienia władzy cesarskiej. Na znaczeniu zyskiwali lokalni książęta. W 1220 Fryderyk II przekazał ważne prawa przysługujące dotychczas królowi (regalia) duchowieństwu (Confoederatio cum principibus ecclesiasticis) w zamian za poparcie jego syna Henryka VII jako kandydata do tronu. Przywileje obejmowały m.in. prawo do bicia własnej monety oraz poboru cła. W 1231 Henryk VII nadał podobne prawa świeckim (Statutum in favorem principum). W XIII w. Rzesza stała się monarchią elekcyjną. Prawo wyboru monarchy przysługiwało siedmiu elektorom. Na mocy Złotej bulli Karola IV w skład kolegium elektorskiego wchodziło: trzech elektorów duchownych (arcybiskupi Moguncji, Kolonii i Trewiru) oraz czterech elektorów świeckich (król Czech, palatyn reński, margrabia brandenburski, książę sasko-wirtemberski). Czterech z siedmiu elektorów Rzeszy posiadało dobra w Dolinie Środkowego Renu. Zamki budowano zarówno jako punkty obronne granic księstw, jak i punkty celne. Ponadto książęta wznosili warownie w granicach miast, często skonfliktowanych z arystokracją, by wzmocnić swoją pozycję w przypadku buntu mieszczaństwa – wiele zamków miejskich powstało po powstaniu w 1254 Reńskiego Związku Miast (niem. Rheinischer Städtebund), jednoczącego ponad 70 miast.
Pod koniec XIV w. w regionie zaczęła rozpowszechniać się broń palna, przez co wiele z zamków utraciło swoje strategiczne znaczenie i zaczęło popadać w ruinę. Wiele z budowli zostało w znacznym stopniu zniszczonych w czasie wojny trzydziestoletniej. Ostateczny cios zadały wojska Ludwika XIV podczas wojny palatynackiej w 1689. Wraz ze wzrostem zainteresowania zamkami w okresie romantyzmu, wiele z budowli zostało odbudowanych w XIX w.

### Zamki, twierdze i pałace

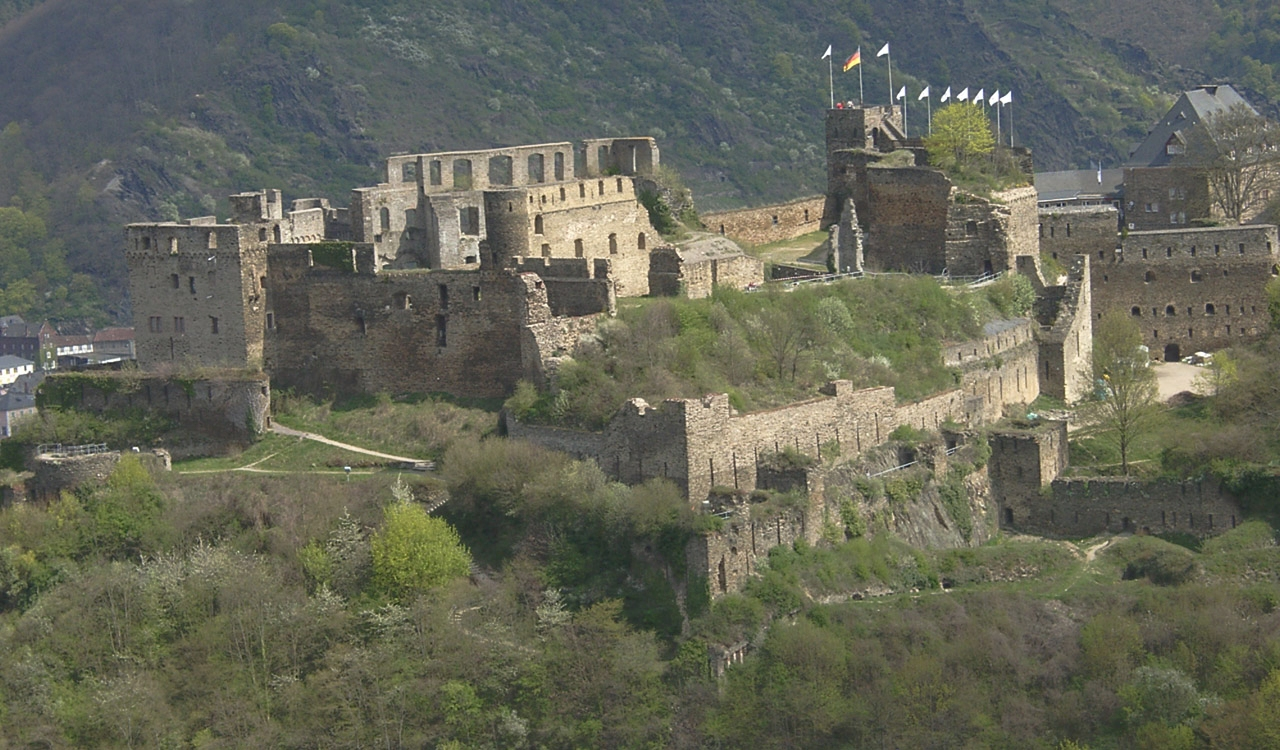
Zamek Rheinfels

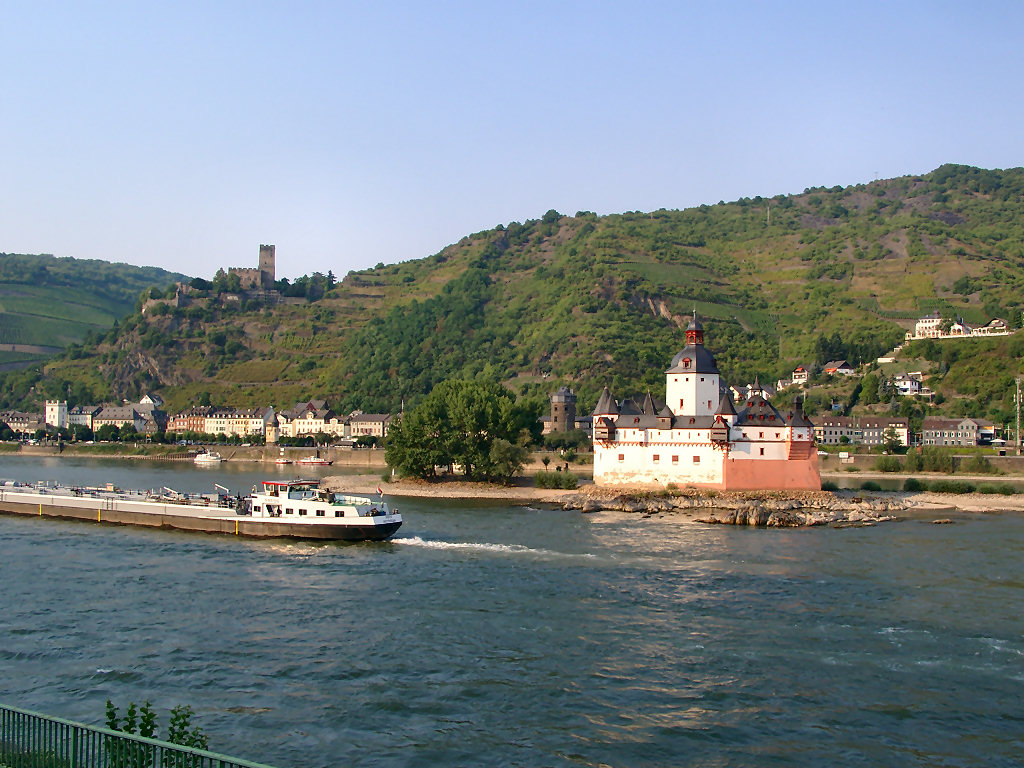
Zamek Pfalzgrafenstein

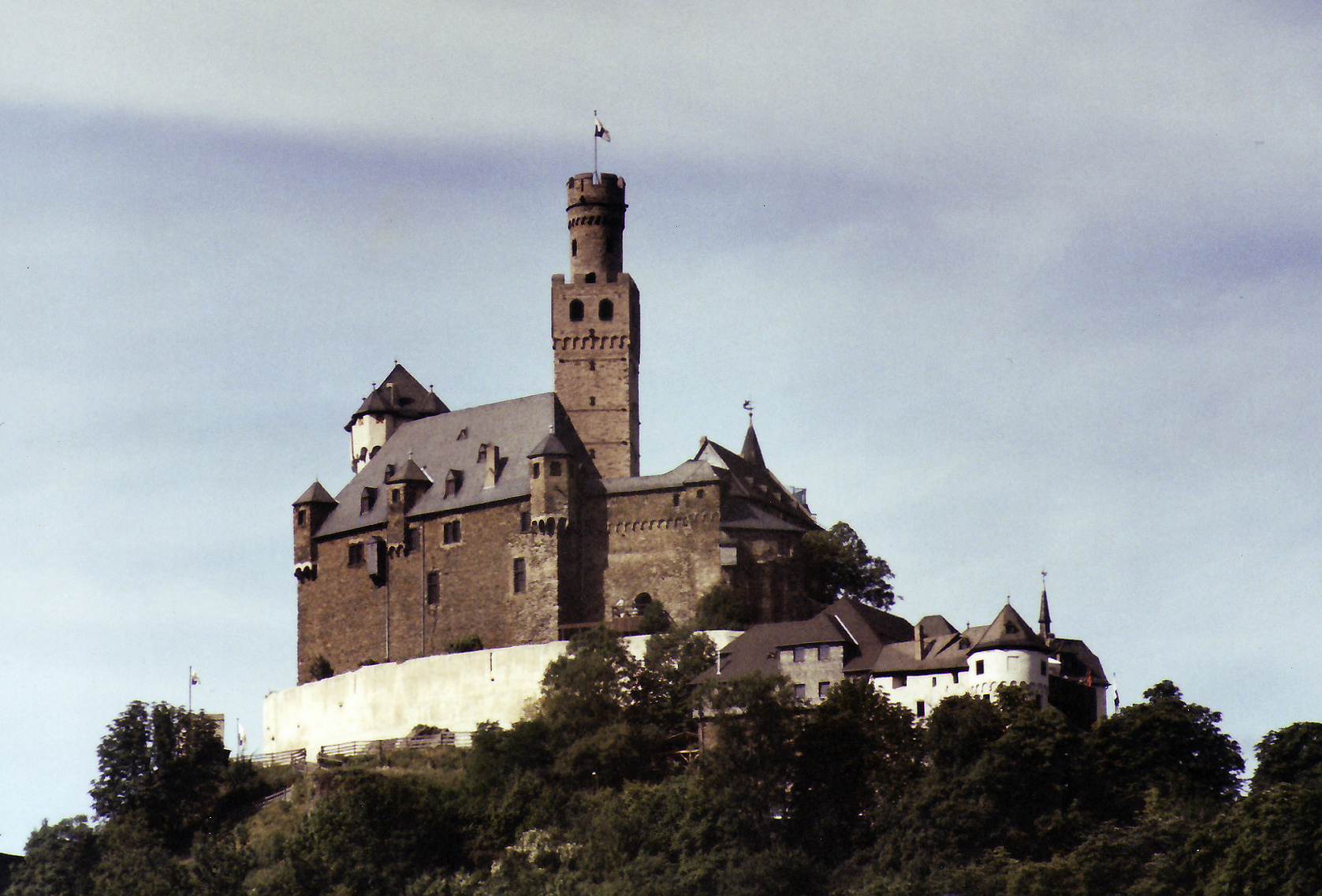
Zamek Marksburg

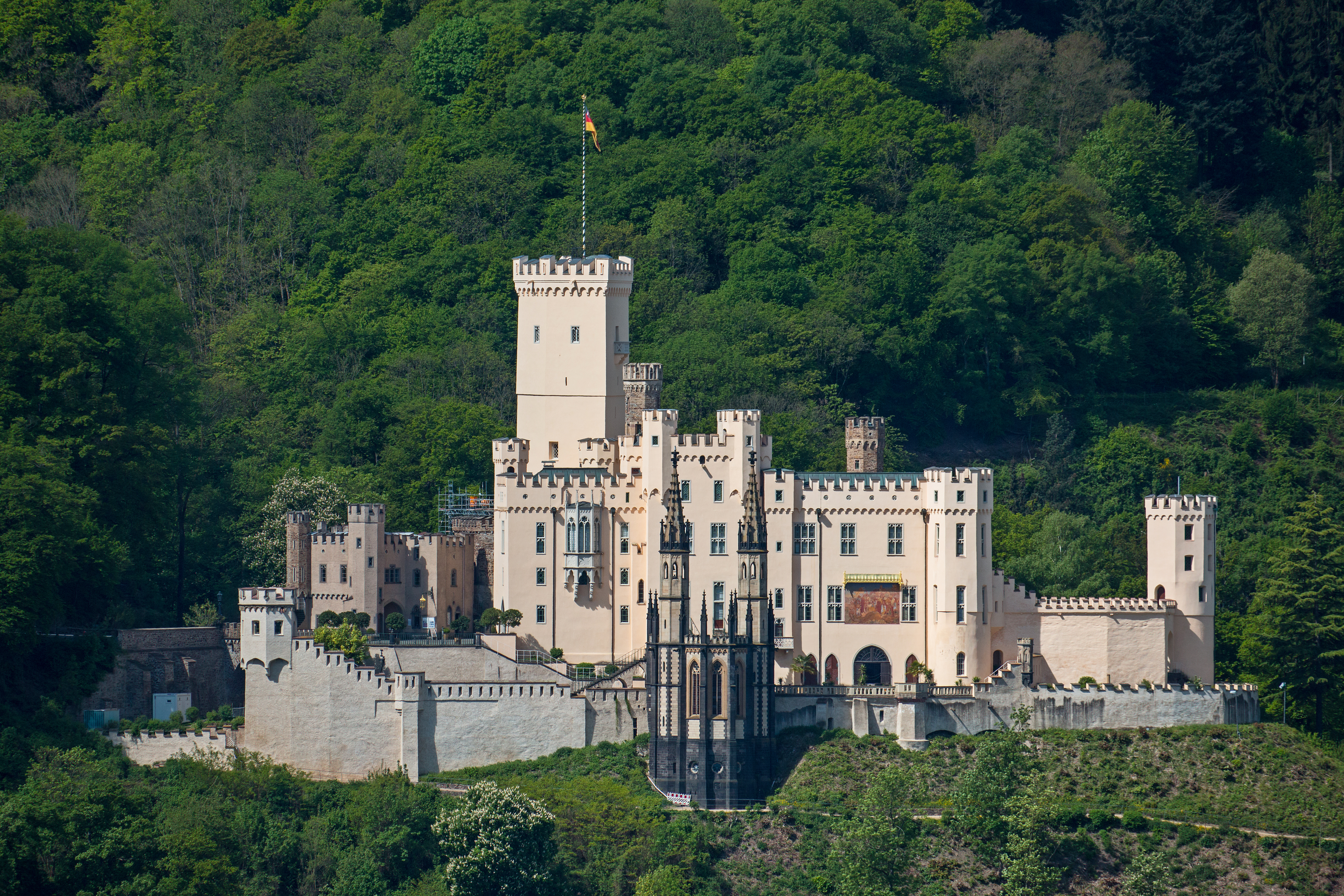
Zamek Stolzenfels

Najbardziej wyróżniające się zamki to: Marksburg – w pełni zachował swój średniowieczny charakter, Pfalzgrafenstein – położony na skalistej wyspie pośrodku Renu oraz Rheinfels – twierdza obronna.
Zamek Marksburg został zbudowany w średniowieczu, by chronić okoliczne kopalnie srebra i ołowiu. Pierwszym wzmiankowanym właścicielem zamku był hrabia von Gruningen w 1135. Później posiadłość nabyła rodzina Eppstein, jedna z najpotężniejszych rodzin w regionie, która otrzymała od króla prawo pobierania cła na rzece, co przyczyniło się do jej szybkiego bogactwa. Przez małżeństwo zamek przeszedł w ręce książąt Katzenlbogen w 1283 i pozostawał w ich posiadaniu przez 200 lat. Kolejnymi właścicielami byli książęta Hesji. W 1803 zamek przeszedł w posiadanie książąt Nassau, a w 1866 w ręce Prus. W 1900 budowlę nabyło Towarzystwo na Rzecz Zachowania Niemieckich Zamków (niem. Vereinigung zur Erhalten deutschen Burgen) założone przez Bodo Ebhardta i przeprowadziło jej gruntowną renowację. Zamek w pełni zachował swój średniowieczny charakter. Obecnie znajduje się tu muzeum i jedno z największych w Europie archiwów publikacji na temat średniowiecznych zamków.
Zamek Rheinfels w St. Goar został zbudowany przez księcia Dytryka II Bogatego ok. 1250 jako punkt celny na Renie. Twierdzę rozbudował w XVI w. w stylu renesansowym protestancki landgraf Hesji Filip. Zamek został zniszczony przez rewolucyjne wojska francuskie. Zrujnowana budowla przeszła następnie w ręce prywatne, a odzyskany materiał budowlany był używany do odbudowy twierdzy Ehrenbreitstein. Po interwencji Wilhelma I zaprzestano tego procederu, lecz zamek nie został odbudowany.
Za symbol romantyzmu reńskiego uznawany jest zamek Stolzenfels. Położony na południe od Koblencji, zbudowany w XIII w. przez arcybiskupa Trewiru Arnolda, by kontrolować ujście rzeki Lahn do Renu. Tereny naprzeciwko należały do rywalizującego arcybiskupstwa Moguncji. Lokalna legenda mówi, że znajduje się tam złoto wyprodukowane przez jednego z biskupów parających się alchemią. Zniszczony przez wieki zamek, został odbudowany przez Fryderyka Wilhelma IV w 1836 w stylu neogotyckim według planów Karla Friedricha Schinkla.
W Koblencji znajduje się ostatnia rezydencja książąt elektorów z Trewiru – pałac książąt elektorów oraz najpotężniejsza twierdza w Nadrenii-Palatynacie – twierdza Ehrenbreitstein, wybudowana w XIX w. przez Prusy.
| Zamki lewobrzeżnego Renu |                                                                     |
|                          | Zamek Klopp (niem. Burg Klopp)                                      |
|                          | Zamek Rheinstein (niem. Burg Rheinstein)                            |
|                          | Zamek Reichenstein (niem. Burg Rheichenstein)                       |
|                          | Zamek Sooneck (niem. Burg Sooneck)                                  |
|                          | Zamek Heimburg w Niederheimbach (niem. Heimburg in Niederheimbach)  |
|                          | Zamek Fürstenberg (niem. Burg Fürstenberg)                          |
|                          | Zamek Stahlberg (niem. Burg Stahlberg)                              |
|                          | Zamek Stahleck (niem. Burg Stahleck)                                |
|                          | Zamek Schönburg (niem. Schönburg)                                   |
|                          | Rheinfels (niem. Burg Rheinfels)                                    |
|                          | Alte Burg w Boppard (niem. Alte Burg)                               |
|                          | Zamek Stolzenfels (niem. Schloss Stolzenfels)                       |
|                          | Twierdza Großfürst Konstantin (niem. Fort Großfürst Konstantin)     |
|                          | Alte Burg w Koblencji (niem. Alte Burg)                             |
|                          | Pałac elektorski w Koblencji (niem. Kurfürstliches Schloss Koblenz) |
|                          | Twierdza Kaiser Franz (niem. Feste Kaiser Franz)                    |
|                          | Zamek Miejski w Andernach (niem. Stadtburg Andernach)               |
|                          | Zamek Namedy (niem. Burg Namedy)                                    |
|                          | Pałac Brohleck (niem. Schloss Brohleck)                             |
|                          | Zamek Rheineck (niem. Burg Rheineck)                                |
|                          | Zamek w Sinzig (niem. Sinziger Schloss)                             |
|                          | Zamek Marienfels (niem. Schloss Marienfels)                         |
|                          | Zamek Rolandseck (niem. Burg Rolandseck)                            |
|                          | Godesburg                                                           |
|                          | Pałac w Poppelsdorf (niem. Poppelsdorfer Schloss)                   |
|                          | Pałac książąt elektorów w Bonn (niem. Kurfürstliches Schloss Bonn)  |

| Zamki prawobrzeżnego Renu                                   |
| Boosenburg                                                  |
| Brömserburg                                                 |
| Zamek Ehrenfels (niem. Burg Ehrenfels)                      |
| Ruiny Nollig (niem. Ruine Nollig)                           |
| Zamek Pfalzgrafenstein (niem. Burg Pfalzgrafenstein)        |
| Zamek Gutenfels (niem. Burg Gutenfels)                      |
| Zamek Katz (niem. Burg Katz)                                |
| Zamek Reichenberg (niem. Burg Reichenberg)                  |
| Zamek Maus (niem. Burg Maus)                                |
| Zamek Liebenstein (niem. Burg Liebenstein)                  |
| Zamek Sterrenberg (niem. Burg Sterrenberg)                  |
| Pałac Liebeneck (niem. Schloss Liebeneck)                   |
| Zamek Osterspai (niem. Burg Osterspai)                      |
| Pałac Philippsburg w Braubach (niem. Schloss Philippsburg)  |
| Marksburg                                                   |
| Zamek Martinsburg (niem. Martinsburg)                       |
| Zamek Lahneck (niem. Burg Lahneck)                          |
| Twierdza Asterstein (niem. Fort Asterstein)                 |
| Pałac Philippsburg w Koblencji (niem. Schloss Philippsburg) |
| Twierdza Ehrenbreitstein (niem. Festung Ehrenbreitstein)    |
| Zamek Sayn (niem. Burg Sayn)                                |
| Pałac Sayn (niem. Schloss Sayn)                             |
| Pałac Engers (niem. Schloss Engers)                         |
| Pałac Neuwied (niem. Schloss Neuwied)                       |
| Zamek Altwied (niem. Burg Altwied)                          |
| Pałac Marienburg w Leutesdorfie (niem. Marienburg)          |
| Zamek Hammerstein (niem. Hammerstein)                       |
| Pałac Arenfels (niem. Schloss Arenfels)                     |
| Zamek Dattenberg (niem. Burg Dattenberg)                    |
| Zamek Linz (niem. Burg Linz)                                |
| Zamek Ockenfels (niem. Burg Ockenfels)                      |
| Zamek Vilzelt (niem. Burg Vilzelt)                          |
| Zamek Löwenburg (niem. Löwenburg)                           |
| Zamek Wolkenburg (niem. Wolkenburg)                         |
| Zamek Drachenfels (niem. Burg Drachenfels)                  |
| Pałac Drachenburg (niem. Schloss Drachenburg)               |
| Zamek Lede (niem. Burg Lede)                                |